# Wilhelm Wien
Wilhelm Carl Werner Otto Fritz Franz Wien (13. ledna 1864, Gaffken, Východní Prusko – 30. srpna 1928, Mnichov, Německo) byl německý fyzik. V roce 1911 obdržel Nobelovu cenu za fyziku za objev zákona, podle něhož je maximum záření černého tělesa na vlnové délce tím kratší, čím vyšší je teplota tělesa. Wienova argumentace přispěla k formulaci kvantové mechaniky.

## Život a působení
Narodil se v pruském Gaffkenu (dnes Parusnoje) nedaleko města Fischhausen (dnes Primorsk v ruské Kaliningradské oblasti) v rodině zámožného statkáře, ale rozhodl se studovat fyziku. V letech 1880-1882 studoval na městské škole v Heidelbergu a pak na univerzitách v Göttingenu a v Berlíně. Pracoval v laboratoři Hermanna Helmholtze, kde roku 1886 obhájil doktorát na téma rozptylu světla na různých kovech. V letech 1896-1899 přednášel na TH Aachen, roku 1900 nahradil Wilhelma Conrada Röntgena na univerzitě ve Wurzburgu a roku 1919 v Mnichově.
Roku 1896 empiricky odvodil zákon záření černého tělesa. Jeho kolega Max Planck, který nedůvěřoval empirickým zákonům, ho odvodil z elektromagnetické teorie a opravil jeho chybu v oblasti nižších teplot (Planckův zákon). Wienův posunovací zákon, který stanoví vztah mezi teplotou černého tělesa a frekvencí maxima vyzařované energie, je stále užitečný. Wien byl přesvědčen, že všechna hmota je elektromagnetického původu a roku 1900 navrhl vzorec m = (4/3) E / c² pro vztah mezi elektromagnetickou masou a energií. Téhož roku publikoval Wien Lehrbuch der Hydrodynamik (Učebnice hydrodynamiky).
Wien byl také politicky činný jako konzervativní nacionalista, nepatřil však k zastáncům "německé fyziky" a naopak uznával dílo Alberta Einsteina.
Jeden z kráterů na Marsu nese jeho jméno.